# Jugoslawische Exilregierung

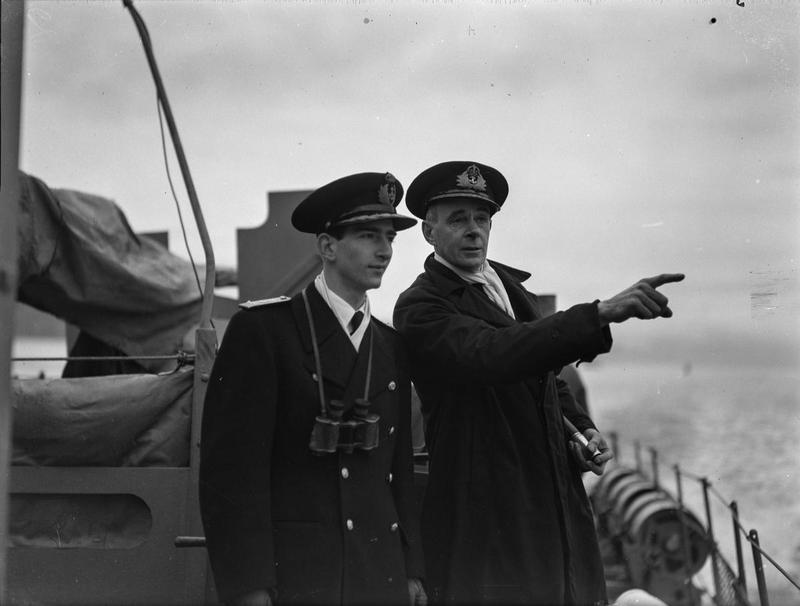
Peter II. von Jugoslawien während seiner Exilzeit an Bord eines britischen Kriegsschiffes, 25. Januar 1943

Die Jugoslawische Exilregierung residierte von 1941 bis 1945 in London. Sie nahm für sich in Anspruch, die legitime Vertretung des Königreichs Jugoslawien (1918/29–1945) zu sein und wurde zunächst auch von den Westalliierten als solche unterstützt. Bald jedoch gerieten die von der Exilregierung unterstützten Tschetniks in Jugoslawien um Draža Mihailović zusehends in Misskredit und gegenüber der kommunistischen Volksbefreiungsarmee von Josip Broz Tito ins Hintertreffen, der ab 1943 die Exilregierung diplomatisch ausmanövrierte und letztlich im Jahr 1945 zur Selbstauflösung zwang. Die Errichtung der Föderativen Republik Jugoslawien in den Jahren 1945/46 verhinderte schließlich auch die Wiederherstellung des Königreichs, für welche die Exilregierung eingestanden war.

## Entstehung

Besatzungszonen der Achsenmächte in Jugoslawien, 1941–1943

Nachdem die Achsenmächte das Königreich Jugoslawien am 6. April 1941 als Teil des Balkanfeldzuges überfallen hatten, marschierten deutsche, italienische, ungarische und bulgarische Truppen aus allen Richtungen in Jugoslawien ein, auch aus dem neutralen Rumänien. Die jugoslawische Regierung um den jungen König Peter II., der erst wenige Tage zuvor als Teil des Staatsstreiches vom 27. März auf den Thron gehoben worden war, floh am 14. und 15. April aus dem Land, wobei zunächst der König evakuiert wurde und die Kabinettsmitglieder am nächsten Tag folgten. Premierminister war weiterhin Dušan Simović, der im Staatsstreich vom 27. März an die Macht gekommen war.
Die Regierung ging zunächst ins Exil nach Athen, wo am 17. April die erste Regierungssitzung außerhalb Jugoslawiens abgehalten wurde, was zeitgleich als erste Sitzung der jugoslawischen Exilregierung gilt. Am gleichen Tag unterzeichneten der ehemalige jugoslawische Außenminister Cincar-Marković und Generalleutnant Janković ohne Zustimmung der Exilregierung eine Gesamtkapitulation der jugoslawischen Armee. Später folgte die Weiterreise der Exilregierung über Jerusalem nach Kairo.

## Politische Geschichte

### Kabinett Simović

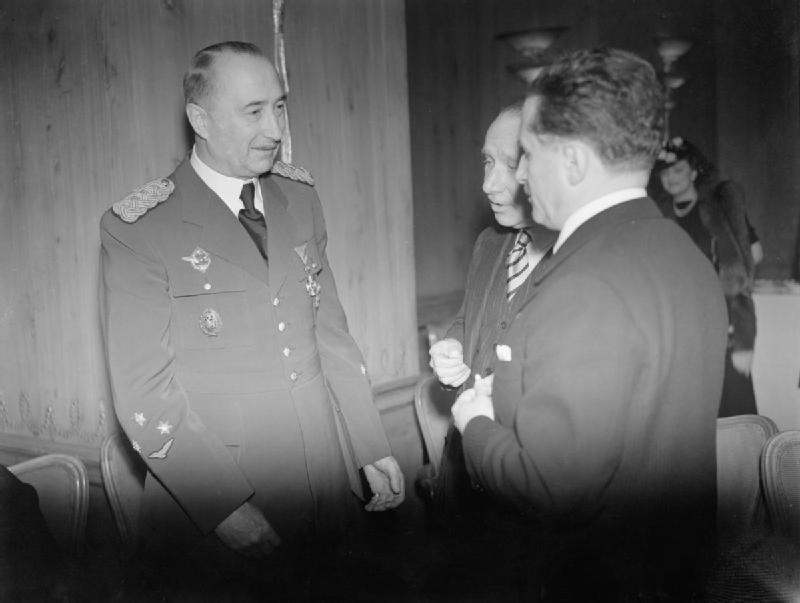
Dušan Simović empfängt in seiner Rolle als Premierminister der Exilregierung offizielle Gäste, Januar 1942

In Diskussionen am 30. April und 1. Mai debattierte das Kabinett u. a. über die Formulierung der Erklärung, die Premierminister Simović am 3. Mai der Weltöffentlichkeit machen sollte. Letztlich einigte man sich auf Freundschaftsbekundungen gegenüber Großbritannien, den zu diesem Zeitpunkt noch neutralen Großmächten Sowjetunion und USA und gab dem Wunsch nach Frieden für alle Jugoslawen Ausdruck.
Am 25. Mai traf die Exilregierung die finale Entscheidung, sich in London niederzulassen. Außenstellen sollten in den Vereinigten Staaten und in Kanada eingerichtet werden, um die in diesen Ländern lebende jugoslawische Diaspora zu ideologischer und materieller Unterstützung für die Exilregierung zu bewegen.

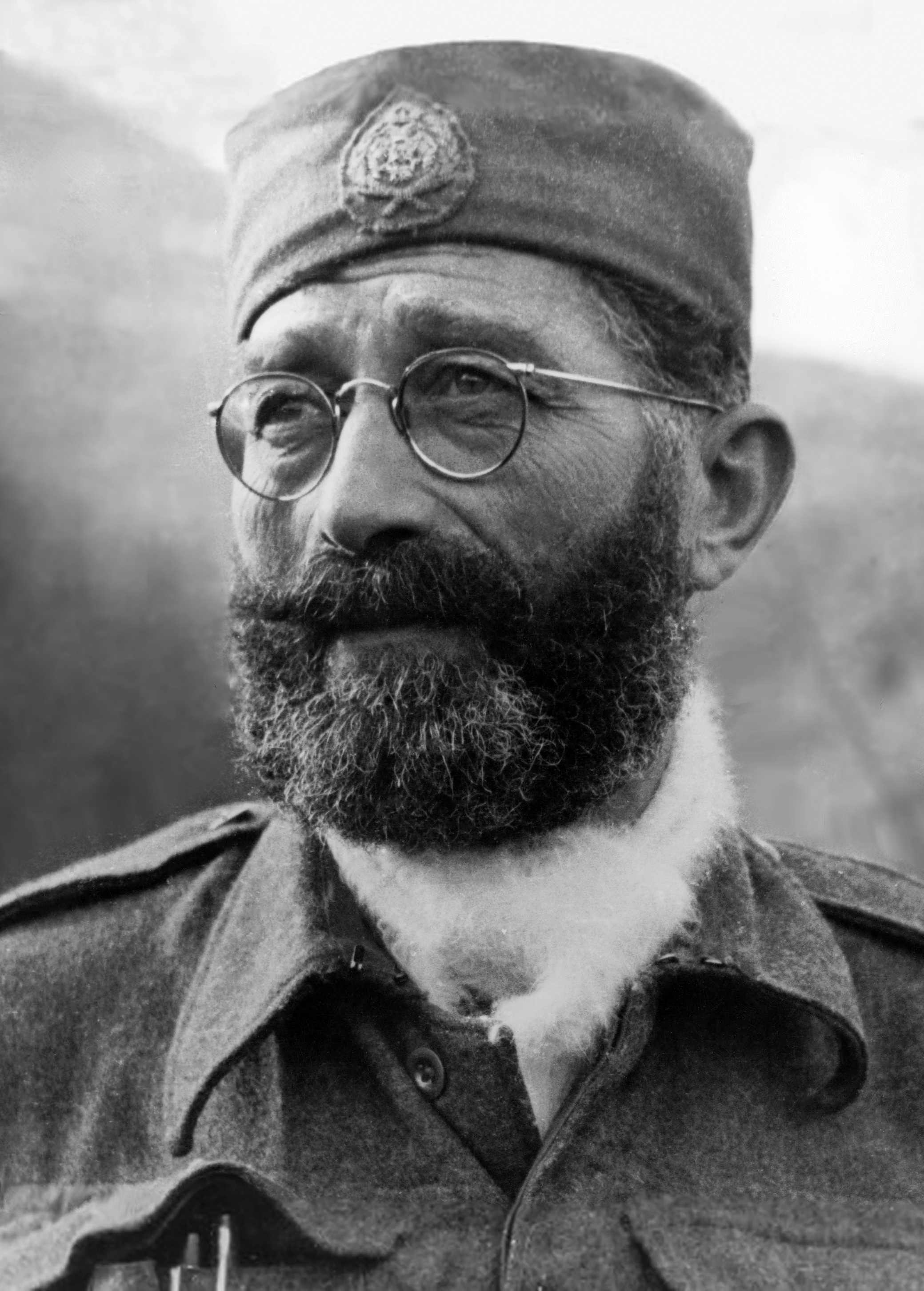
Tschetnik-Führer Draža Mihailović wurde im Zeitraum 1941–1943 von der Exilregierung als Befehlshaber der jugoslawischen Streitkräfte favorisiert.

Nach der Ankunft in London stand die jugoslawische Exilregierung vor der Aufgabe, ihren Wert für den alliierten Kriegseinsatz zu beweisen, um dergestalt Einfluss auf die Koalitionskriegsführung nehmen zu können. Eine günstige Gelegenheit schien sich zu bieten, als der Partisanenkrieg in Jugoslawien eskalierte und die serbischen nationalistisch-monarchistischen Tschetnik-Milizen Erfolge erzielten. Im September und Oktober gelang es dem Tschetnik-Führer Draža Mihailović, eine permanente Funkverbindung zur Exilregierung aufrechtzuerhalten, woraufhin ihn diese als legitimen Befehlshaber aller Widerstandskräfte im Lande anerkannte. Mihailović verfolgte mit Rückendeckung der Exilregierung eine defensive und auf Sabotage statt Attentate fokussierte Strategie, um zivile Opfer zu minimieren und die eigenen Kräfte zu schonen.
Im Oktober 1941 erhielt die Exilregierung die Abschrift zweier Memoranden, welche die Serbisch-Orthodoxe Kirche hilfesuchend an die deutsche Besatzungsmacht in Jugoslawien geschickt hatte, in denen die Geistlichen von den Massakern berichteten, die von der mit den Deutschen verbündeten kroatischen Ustascha an den Serben begangen werden. Die Memoranden bezifferten die bisherigen Todeszahlen auf 180.000 Serben, beklagten die Zerstörung von Kirchen, die Zwangskonversion orthodoxer Gläubiger und erhoben schwere Vorwürfe gegen die kroatische Volksgruppe, sich nicht mit den Serben solidarisieren zu wollen. Die Debatten über die Memoranden verliefen entlang nationaler Linien; viele der serbischen Minister wollten die Dokumente veröffentlichen, um dem NDH-Staat zu schaden, während die kroatischen Minister den Anschein einer Kollektivschuld der kroatischen Zivilbevölkerung vermeiden wollten. Der kroatische Vize-Premierminister der Regierung, Juraj Krnjević, hielt schließlich am 11. Oktober eine Radioansprache, in der er im Namen des kroatischen Volkes die Gräuel der Ustascha verurteilte und diese als Agenten der Deutschen und Italiener brandmarkte.
Vor dem Hintergrund wachsender Grabenkämpfe im Kabinett weigerte sich Premierminister Simović, weiterhin die Verantwortung zu übernehmen. Schließlich erklärten mehrere Minister am 9. Jänner 1942 ihren Rücktritt, um den König zur Intervention zu zwingen.

### Kabinett Jovanović

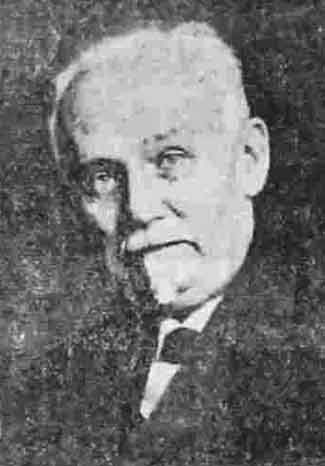
Slobodan Jovanović war zwischen Januar 1942 und Juni 1943 der Premierminister der Exilregierung

Am 11. Jänner wurde das Kabinett neu konstituiert. Slobodan Jovanović wurde Premierminister und ernannte in dieser Eigenschaft den Tschetnik-Führer Mihailović zum Kriegsminister. Zwar hatte Mihailović nicht nur Sympathisanten in der Exilregierung in London, jedoch erschien dieser Schritt die beste Möglichkeit, der Exilregierung Legitimität und Einfluss auf dem jugoslawischen Kriegsschauplatz zu verschaffen. Da Mihailović in der Zeitspanne 1941–1943 auch von den Briten unterstützt wurde, entsprach die Ausrichtung auf ihn als Kriegsminister der Koalitionspolitik der Alliierten.

### Kabinett Trifunović
Nachdem das Kabinett von Slobodan Jovanović am 19. Juni 1943 zusammenbrach, formierte sich kurzzeitig ein Kabinett um Miloš Trifunović, der jedoch bereits am 10. August zurücktrat und von Božidar Purić abgelöst wurde.

### Kabinett Purić

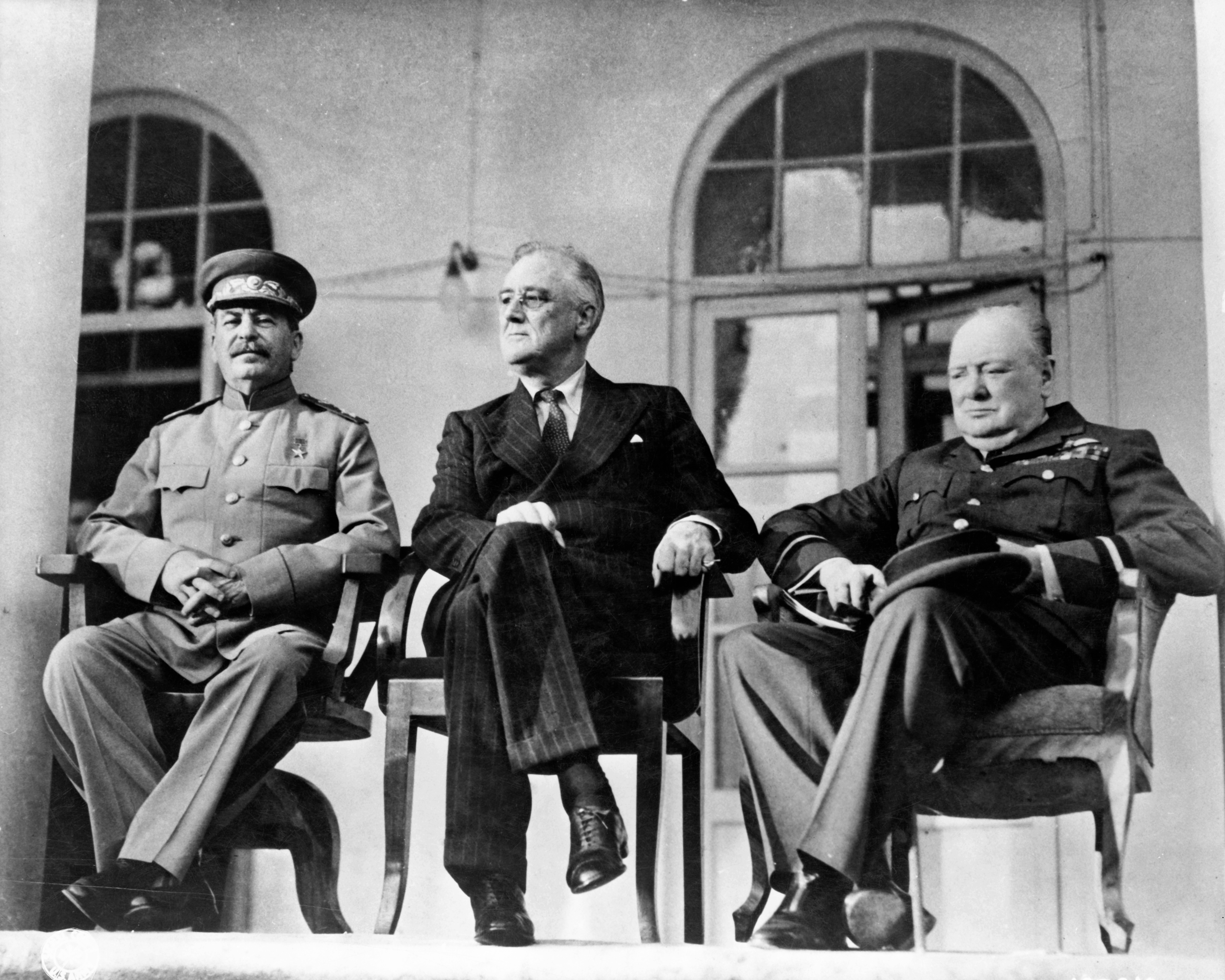
In der Konferenz von Teheran machte Winston Churchill eine Kehrtwende und verstärkte die Unterstützung für Josip Broz Tito, was die Exilregierung in diplomatische Schwierigkeiten brachte.

Der schwindende Einfluss der jugoslawischen Exilregierung wurde auf der Konferenz von Teheran (28. November – 1. Dezember 1943) unterstrichen, als sich Winston Churchill mit der Zustimmung von Franklin D. Roosevelt bereit erklärte, dem kommunistischen Partisanenführer Tito den Status eines verbündeten militärischen Anführers der alliierten Streitkräfte zu verleihen und dadurch die Führungsrolle der Volksbefreiungsarmee im jugoslawischen Widerstandskampf anerkannte. Zeitgleich (29. November 1943) hatte sich in Jugoslawien bei der zweiten Sitzung des von Tito geführten Antifaschistischen Rates der Nationalen Befreiung Jugoslawiens (AVNOJ) derselbe zum obersten Exekutiv- und Legislativorgan in Jugoslawien erklärt und damit die Funktion der jugoslawischen Regierungsgewalt für sich selbst in Anspruch genommen. Am 15. Dezember 1943 erhielt Tito den Status eines gleichberechtigten alliierten Befehlshabers durch die Regierungen Großbritanniens und der USA, wobei zumindest die US-Regierung darauf bestand, die Exilregierung weiterhin als einzig legitime Regierung Jugoslawiens anzuerkennen. Durch die Anerkennung als gleichberechtigter Befehlshaber gewann Tito die diplomatische Legitimität für sein Vorhaben, die Exilregierung langfristig auszubooten.
Am 22. Februar 1944 bekräftigte Churchill seine Abkehr von Mihailović in einer Rede vor dem britischen Unterhaus, was der jugoslawischen Exilregierung vor der Weltöffentlichkeit die Hoffnung nahm, Einfluss auf die Politik im Nachkriegsjugoslawien nehmen zu können. Die britische Regierung regte einen Kompromiss zwischen der Exilregierung und der Volksbefreiungsarmee an, indem sie die Exilregierung aufforderte, sich der Hinderungsgründe zu entledigen, die gegen eine Kooperation mit Tito sprachen.
Mit der Demission der Regierung Purić und formeller Absetzung von Mihailović als Kriegsminister schuf die Exilregierung am 18. Mai 1944 die Voraussetzung für Verhandlungen mit Tito.

### Kabinett Šubašić

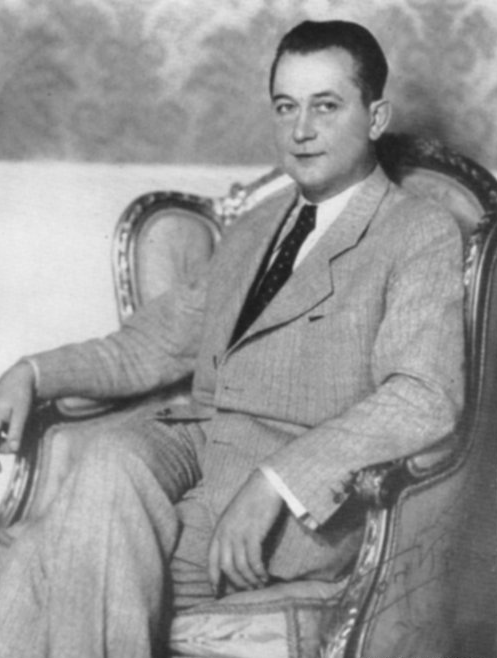
Ivan Šubašić war 1944/45 der letzte Ministerpräsident der Exilregierung, die er am 7. März 1945 mit seinem gleichzeitigen Eintritt in Titos neue jugoslawische Regierung auflöste.

Neuer Premierminister der Exilregierung wurde der Kroate Ivan Šubašić, der am 16. Juni 1944 auf die Adriainsel Vis reiste, um sich dort mit Tito zu treffen und die künftige Zusammenarbeit der Exilregierung mit der Volksbefreiungsarmee zu besprechen. Tito wusste sehr genau, dass die Exilregierung keinen militärischen Machtfaktor darstellte und auf den diplomatischen Rückhalt der Westalliierten nicht mehr zählen konnte. Daher blieb Šubašić nichts anderes übrig, als Titos Forderungen zu akzeptieren. Šubašić stimmte zu, dass die Frage der Monarchie in die Nachkriegszeit verschoben und Mihailović explizit zu den zu bestrafenden Verrätern und Kollaborateuren zählen sollte. Die Hauptaufgabe der Exilanten war jetzt die Vermittlung von Militärhilfen für die Volksbefreiungsarmee sowie die Koordinierung der Reste der Kriegs- und Handelsflotte, welche weiterhin unter der Kontrolle der Exilregierung stand. Tito lehnte sowohl die Bildung einer Koalitionsregierung als auch die Rückkehr des Königs rundweg ab. Selbst ein Dafürhalten Churchills während persönlicher Gespräche mit Tito zwischen dem 12. und 15. August 1944 endeten lediglich mit dem Versprechen Titos, die Frage des Fortbestandes der Monarchie in der Nachkriegszeit zu klären. Selbst als Peter II. am 24. August freiwillig den Verzicht auf den Oberbefehl über die jugoslawische Armee anbot, ging Tito nicht auf das Angebot einer Koalition mit der Exilregierung ein.
Dass die Exilregierung politisch bankrott war, zeigte sich nicht zuletzt darin, dass die Briten trotz der Zurückweisung ihrer Vermittlungsversuche weiterhin an Tito festhielten. Peter II. fügte sich am 12. September dem Unausweichlichen und forderte seine Untertanen in einer Rundfunkansprache auf, sich dem Kampf der Volksbefreiungsarmee anzuschließen und den Befehlen Titos zu gehorchen.
Am 1. November kam es zu einem weiteren Abkommen zwischen Tito und Šubašić, in welchem ersterer erneut sämtliche Forderungen durchsetzen konnte; Šubašić stimmte zu, alle königlichen Befugnisse bis zur Verabschiedung einer neuen Verfassung zu suspendieren. Im Gegenzug machte Tito immerhin das Zugeständnis, den AVNOJ und die Exilregierung zu vereinen und Mitglieder der Exilregierung in seine eigene neue Regierung aufzunehmen. Die alliierten Großmächte gaben dieser Übereinkunft in der Konferenz von Jalta (Februar 1945) ihren Segen, mahnten darüber hinaus aber die Inklusion einiger Abgeordneter aus dem letzten Vorkriegsparlament Jugoslawiens an.
Die Provisorische Regierung des Demokratischen Föderativen Jugoslawiens (DFJ) nahm am 7. März 1945 ihre Arbeit auf. Die 28 Mitglieder der neuen Regierung setzten sich aus 20 Mitgliedern des AVNOJ, drei Mitgliedern der Exilregierung und fünf Vorkriegsparlamentariern zusammen.
Mit dem Beitritt ihrer Mitglieder in die DFJ stellte die Jugoslawische Exilregierung am 7. März ihre Aktivitäten ein und löste sich auf.

## Nachspiel
Das neue Demokratische Föderative Jugoslawien fiel schon bald unter den festen Einfluss der kommunistischen Mehrheit innerhalb der DFJ-Regierung. Am 7. August 1945 versammelte sich der AVNOJ zu seiner dritten Sitzung und beschloss u. a. das Frauenwahlrecht, aber auch einige klar kommunistische Gesetzesentwürfe (Agrarreform, Justizreform, vereinfachte strafrechtliche Verfolgung von Staatsfeinden). Šubašić als wichtigstes Kabinettsmitglied der ehemaligen Exilregierung trat bereits am 6. Oktober 1945 von seinem Amt als Außenminister zurück. Am 29. November 1945, dem zweiten Jahrestag der zweiten AVNOJ-Versammlung, wurde auch die lange offene Frage der Monarchie geklärt, indem die Abschaffung des Königtums und die Errichtung einer Republik beschlossen wurde. Im Januar 1946 erließ der AVNOJ eine neue sowjetisch inspirierte Verfassung, welche die Rahmenbedingungen für die neue Föderative Republik Jugoslawien (FRJ) festlegte.

## Liste der Premierminister der Exilregierung
- Dušan Simović, 17. April 1941[2] – 11. Januar 1942[4]
- Slobodan Jovanović, 11. Januar 1942[4] – 19. Juni 1943[5]
- Miloš Trifunović, 19. Juni 1943 – 10. August 1943[6]
- Božidar Purić, 10. August 1943[5] – 18. Mai 1944[9]
- Ivan Šubašić, 18. Mai 1944[9] – 7. März 1945[2]